# Metalasia clade
 Metalasia clade è un gruppo informale di piante angiosperme dicotiledoni della famiglia delle Asteraceae (sottofamiglia Asteroideae, tribù Gnaphalieae e sottotribù Gnaphaliinae).

## Descrizione

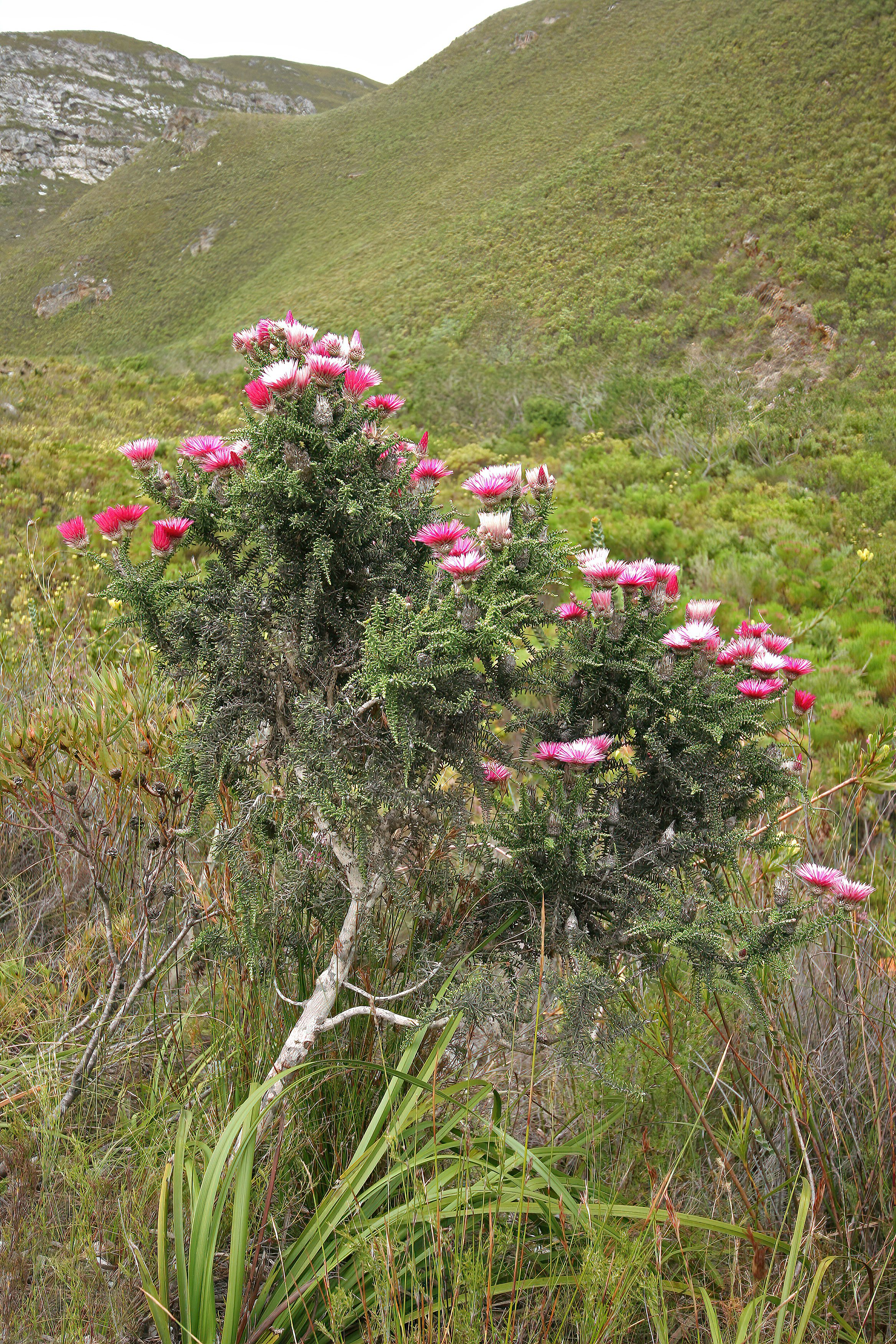
Il portamento
Phaenocoma prolifera

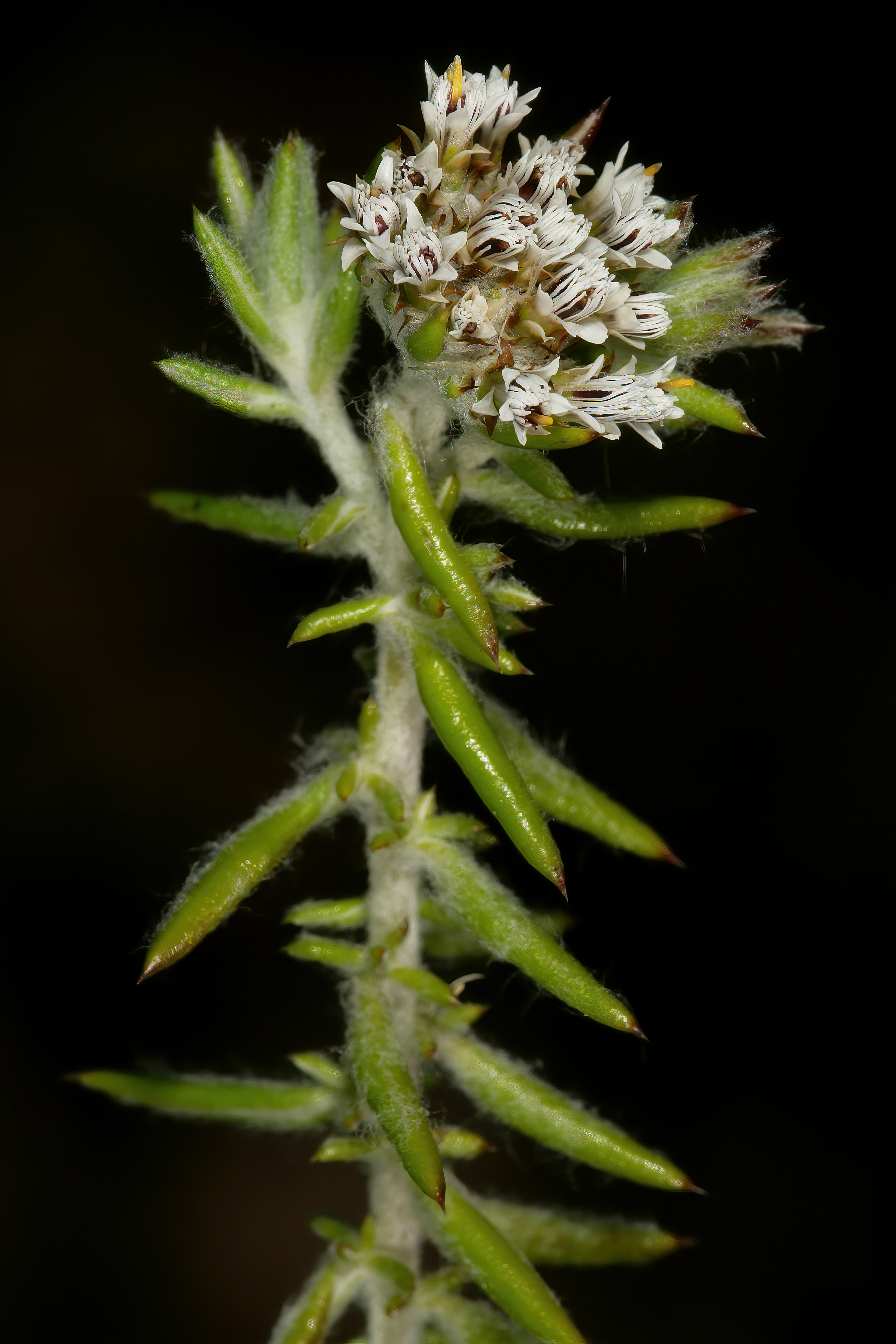
Le foglie
Metalasia divergens

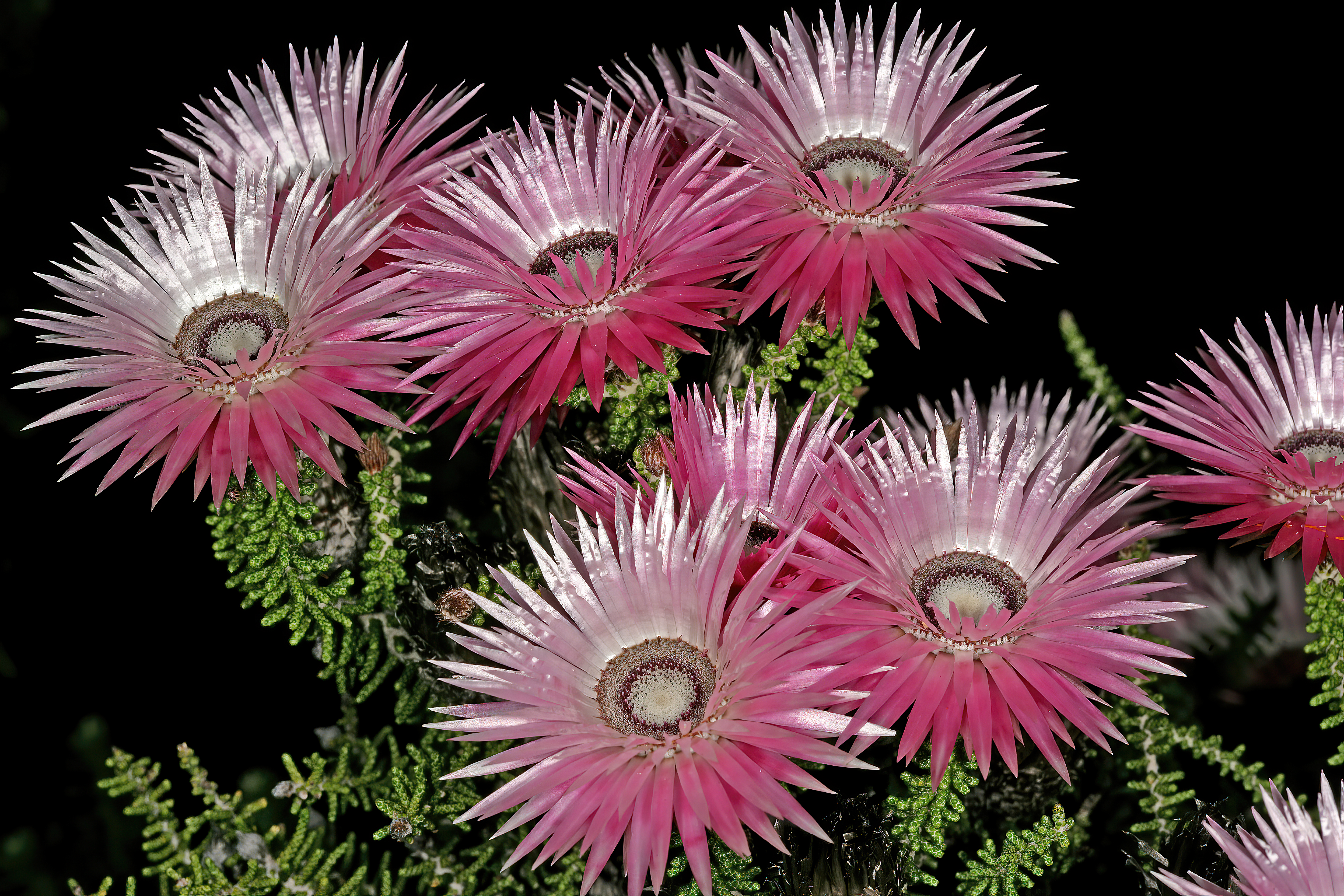
Infiorescenza
Phaenocoma prolifera

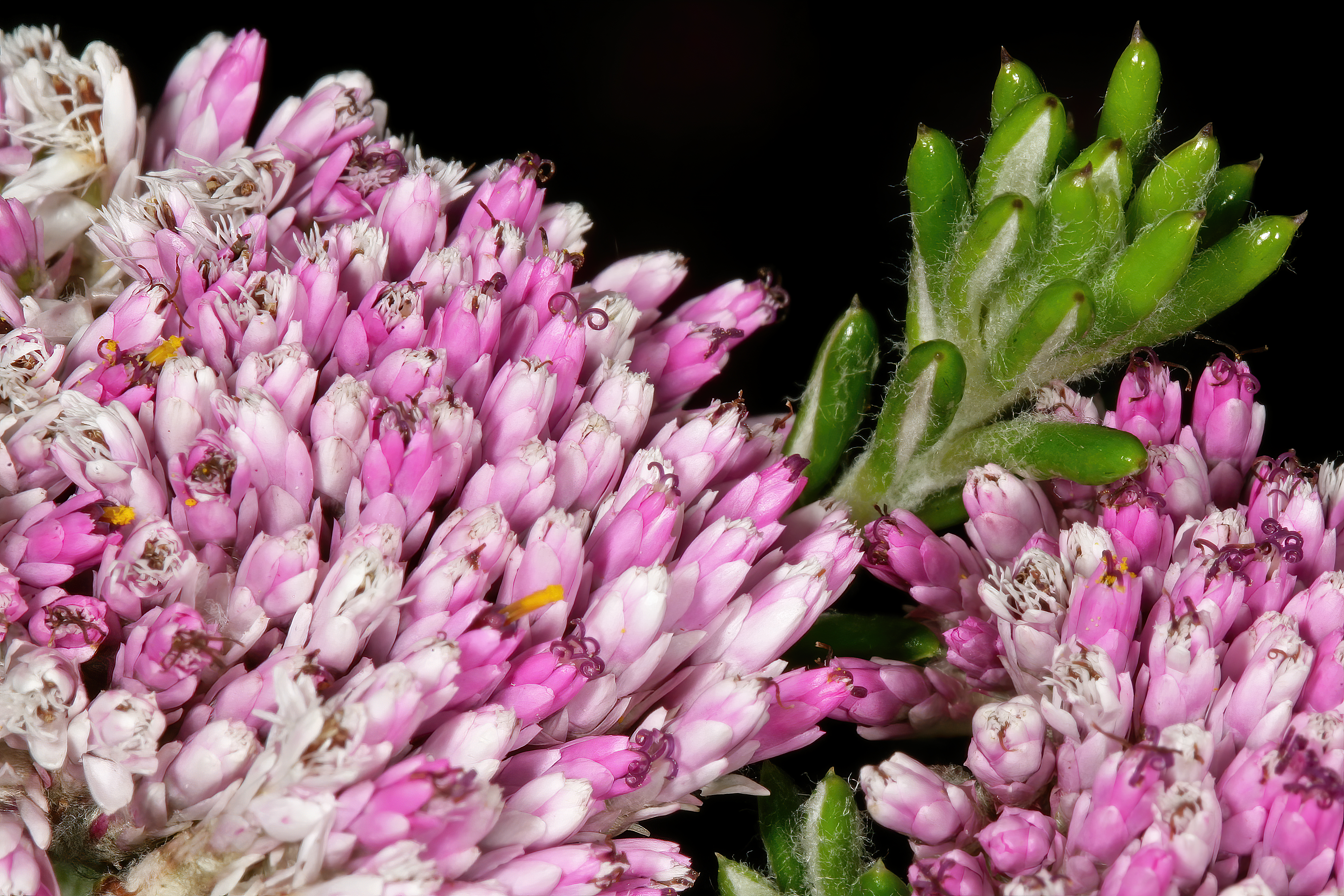
I fiori
Metalasia erubescens

Habitus. Le specie di questo genere hanno un habitus di tipo erbaceo, sub-arbustivo o arbustivo. I cauli di queste piante sono provvisti del floema, ma non di canali resiniferi; mentre i sesquiterpeni lattoni sono normalmente assenti (piante senza lattice).
Fusto. La parte aerea in genere è eretta, semplice o ramosa.
Foglie. Le foglie in genere sono disposte in modo alternato (raramente opposto) e in genere sono sessili e di tipo ericoide. La lamina è intera con forme contorte; i margini sono continui e revoluti. La superficie è tomentosa o lanosa (in particolare quella inferiore) oppure è ghiandoloso-pubescente (quella adassiale è semplicemente pubescente).
Infiorescenza. Le sinflorescenze sono sia scapose che composte da diversi capolini raccolti in formazioni corimbose. Le infiorescenze vere e proprie sono formate da un capolino terminale peduncolato di tipo discoide (con fiori omogami) o disciforme (con fiori eterogami). I capolini sono formati da un involucro, con forme da cilindriche a campanulate, composto da diverse brattee, al cui interno un ricettacolo fa da base ai fiori. Le brattee, bianche a consistenza cartacea/cartilaginea, sono disposte in modo più o meno embricato su più serie e possono essere connate alla base (strati di stereoma indiviso);  talora possono avere un margine ialino. Il ricettacolo è nudo ossia senza pagliette a protezione della base dei fiori; la forma è piatta.
Fiori.  I fiori sono tetra-ciclici (formati cioè da 4 verticilli: calice – corolla – androceo – gineceo) e pentameri (calice e corolla formati da 5 elementi). Sono inoltre tubulosi, attinomorfi e si distinguono in:
- fiori del disco esterni: sono femminili e filiformi o sub-radiati; spesso sono assenti;
- fiori del disco centrali: sono pochi; sono ermafroditi oppure talvolta sono funzionalmente maschili.

In questo gruppo di piante i fiori radiati (ligulati o del raggio) sono assenti; a volte sono confusi con i fiori femminili (tubulosi) del disco esterno più o meno sub-zigomorfi con un lembo piatto e possono essere interpretati come fiori del raggio.
- Formula fiorale:

*/x K {\displaystyle \infty }, [C (5), A (5)], G 2 (infero), achenio
- Calice: i sepali del calice sono ridotti ad una coroncina di squame.
- Corolla: la forma della corolla normalmente è tubolare con 5 lobi (raramente 4); i lobi hanno una forma deltata o più o meno lanceolata (se sono presenti fiori sub-radiati). Il colore della corolla è giallo, porpora o, meno spesso, altri colori.
- Androceo: l'androceo è formato da 5 stami sorretti da filamenti generalmente liberi; gli stami sono connati e formano un manicotto circondante lo stilo; le teche (produttrici del polline) sono prive di sperone, ma hanno la coda (una sola); le appendici apicali delle antere hanno delle forme in genere piatte; il tessuto endoteciale (rivestimento interno dell'antera) è quasi sempre polarizzato (con due superfici distinte: una verso l'esterno e una verso l'interno). Il polline è di tipo echinato (con punte sporgenti) a forma sferica è formato inoltre da due strati di ectesine, mentre lo strato basale è spesso e regolarmente perforato (tipo “gnafaloide”).[5]
- Gineceo: l'ovario è infero uniloculare formato da 2 carpelli. Lo stilo (il recettore del polline) è intero o biforcato con due stigmi nella parte apicale. Gli stigmi hanno una forma troncata; possono essere ricoperti da minute papille o avere dei penicilli apicali. Le superfici stigmatiche sono separate.[5]

Frutti. I frutti sono degli acheni con pappo. Gli acheni sono piccoli a forma variabile da oblunga a obovoidale; la superficie è ricoperta da tricomi allungati oppure è glabra; il pericarpo può essere percorso longitudinalmente da alcuni fasci vascolari. Il pappo in genere ridotto, è formato da setole capillari (piumose o barbate), occasionalmente può essere formato da scaglie (raramente un miscuglio di setole e scaglie).

## Biologia
Impollinazione: l'impollinazione avviene tramite insetti (impollinazione entomogama tramite farfalle diurne e notturne).

Riproduzione: la fecondazione avviene fondamentalmente tramite l'impollinazione dei fiori (vedi sopra).

Dispersione: i semi (gli acheni) cadendo a terra sono successivamente dispersi soprattutto da insetti tipo formiche (disseminazione mirmecoria). In questo tipo di piante avviene anche un altro tipo di dispersione: zoocoria. Infatti gli uncini delle brattee dell'involucro (se presenti) si agganciano ai peli degli animali di passaggio disperdendo così anche su lunghe distanze i semi della pianta. Inoltre per merito del pappo il vento può trasportare i semi anche a distanza di alcuni chilometri (disseminazione anemocora).

## Distribuzione e habitat
Le specie di questo clade sono distribuite prevalentemente in Africa meridionale.

## Tassonomia
La famiglia di appartenenza di questa voce (Asteraceae o Compositae, nomen conservandum) probabilmente originaria del Sud America, è la più numerosa del mondo vegetale, comprende oltre 23.000 specie distribuite su 1.535 generi, oppure 22.750 specie e 1.530 generi secondo altre fonti (una delle checklist più aggiornata elenca fino a 1.679 generi). La famiglia attualmente (2021) è divisa in 16 sottofamiglie; la sottofamiglia Asteroideae è una di queste e rappresenta l'evoluzione più recente di tutta la famiglia.

### Filogenesi
Il gruppo di questa voce è descritto nella sottotribù Gnaphaliinae (tribù Gnaphalieae, una delle 21 tribù della sottofamiglia Asteroideae). Da un punto di vista filogenetico, la tribù Gnaphalieae fa parte del supergruppo (o sottofamiglia) "Asteroideae grade"; l'altro è il supergruppo "Non-Asteroideae" contenente il resto delle sottofamiglie delle Asteraceae. All'interno del supergruppo è vicina alle tribù Senecioneae, Calenduleae, Astereae e Anthemideae.
La sottotribù Gnaphaliinae è caratterizzata da portamenti di vario tipo con specie ginomonoiche e monoiche, da foglie con margini interi, da capolini disciformi omogami o eterogami e raramente radiati (o subradiati), dallo stilo con rami troncati e superfici stigmatiche separate apicalmente, da acheni glabri o con tricomi allungati e pappo ridotto.
"Metalasia clade" è un gruppo informale della sottotribù Gnaphaliinae che occupa una posizione più o meno centrale nell'ambito filogenetico della sottotribù. Il cladogramma seguente, tratto dallo studio citato e semplificato, mostra una possibile configurazione filogenetica della sottotribù evidenziando la posizione del clade di questa voce.
|  | \| \| Flag clade \| \| \| \| \| \| Australasian clade \| \| \| \| |
|  |                                                                   |
|  | Gnaphalium s.s. clade                                             |
|  |                                                                   |
|  | Flag clade                                                        |
|  |                                                                   |
|  | Australasian clade                                                |
|  |                                                                   |

|  | Flag clade         |
|  |                    |
|  | Australasian clade |
|  |                    |

|  | \| \| Flag clade \| \| \| \| \| \| Australasian clade \| \| \| \| |
|  |                                                                   |
|  | Gnaphalium s.s. clade                                             |
|  |                                                                   |
|  | Flag clade                                                        |
|  |                                                                   |
|  | Australasian clade                                                |
|  |                                                                   |

|  | Flag clade         |
|  |                    |
|  | Australasian clade |
|  |                    |

|  | Metalasia clade |
|  |                 |
|  | Stoebe clade    |
|  |                 |

|  | Lasiopogon clade |
|  |                  |
|  | Ifloga clade     |
|  |                  |

|  | Metalasia clade |
|  |                 |
|  | Stoebe clade    |
|  |                 |

|  | Lasiopogon clade |
|  |                  |
|  | Ifloga clade     |
|  |                  |

|  | \| \| Flag clade \| \| \| \| \| \| Australasian clade \| \| \| \| |
|  |                                                                   |
|  | Gnaphalium s.s. clade                                             |
|  |                                                                   |
|  | Flag clade                                                        |
|  |                                                                   |
|  | Australasian clade                                                |
|  |                                                                   |

|  | Flag clade         |
|  |                    |
|  | Australasian clade |
|  |                    |

|  | \| \| Flag clade \| \| \| \| \| \| Australasian clade \| \| \| \| |
|  |                                                                   |
|  | Gnaphalium s.s. clade                                             |
|  |                                                                   |
|  | Flag clade                                                        |
|  |                                                                   |
|  | Australasian clade                                                |
|  |                                                                   |

|  | Flag clade         |
|  |                    |
|  | Australasian clade |
|  |                    |

|  | Metalasia clade |
|  |                 |
|  | Stoebe clade    |
|  |                 |

|  | Lasiopogon clade |
|  |                  |
|  | Ifloga clade     |
|  |                  |

|  | Metalasia clade |
|  |                 |
|  | Stoebe clade    |
|  |                 |

|  | Lasiopogon clade |
|  |                  |
|  | Ifloga clade     |
|  |                  |

Il "Metalasia clade", monofiletico e composto da 8 generi soprattutto del Sudafrica (è endemico di questa regione), può essere diviso in due gruppi: (1) il genere Metalasia insieme al genere monotipo Planea (compresi in posizione "basale" i generi Lachnospermum e Phaenocoma) e (2) il resto del clade formato dai generi "Atrichantha", Calotesta, Dolichothrix e Hydroidea, tutti monotipo. Il cladogramma seguente, tratto dallo studio citato e semplificato, mostra una possibile configurazione filogenetica di questa voce.
|  | \| \| Metalasia \| \| \| \| \| \| Planea \| \| \| \| |
|  |                                                      |
|  | Lachnospermum                                        |
|  |                                                      |
|  | Metalasia                                            |
|  |                                                      |
|  | Planea                                               |
|  |                                                      |

|  | Metalasia |
|  |           |
|  | Planea    |
|  |           |

|  | \| \| Metalasia \| \| \| \| \| \| Planea \| \| \| \| |
|  |                                                      |
|  | Lachnospermum                                        |
|  |                                                      |
|  | Metalasia                                            |
|  |                                                      |
|  | Planea                                               |
|  |                                                      |

|  | Metalasia |
|  |           |
|  | Planea    |
|  |           |

|  | Atrichantha                                             |
|  |                                                         |
|  | \| \| Calotesta \| \| \| \| \| \| Hydroidea \| \| \| \| |
|  |                                                         |
|  | Calotesta                                               |
|  |                                                         |
|  | Hydroidea                                               |
|  |                                                         |

|  | Calotesta |
|  |           |
|  | Hydroidea |
|  |           |

|  | Atrichantha                                             |
|  |                                                         |
|  | \| \| Calotesta \| \| \| \| \| \| Hydroidea \| \| \| \| |
|  |                                                         |
|  | Calotesta                                               |
|  |                                                         |
|  | Hydroidea                                               |
|  |                                                         |

|  | Calotesta |
|  |           |
|  | Hydroidea |
|  |           |

|  | \| \| Metalasia \| \| \| \| \| \| Planea \| \| \| \| |
|  |                                                      |
|  | Lachnospermum                                        |
|  |                                                      |
|  | Metalasia                                            |
|  |                                                      |
|  | Planea                                               |
|  |                                                      |

|  | Metalasia |
|  |           |
|  | Planea    |
|  |           |

|  | \| \| Metalasia \| \| \| \| \| \| Planea \| \| \| \| |
|  |                                                      |
|  | Lachnospermum                                        |
|  |                                                      |
|  | Metalasia                                            |
|  |                                                      |
|  | Planea                                               |
|  |                                                      |

|  | Metalasia |
|  |           |
|  | Planea    |
|  |           |

|  | Atrichantha                                             |
|  |                                                         |
|  | \| \| Calotesta \| \| \| \| \| \| Hydroidea \| \| \| \| |
|  |                                                         |
|  | Calotesta                                               |
|  |                                                         |
|  | Hydroidea                                               |
|  |                                                         |

|  | Calotesta |
|  |           |
|  | Hydroidea |
|  |           |

|  | Atrichantha                                             |
|  |                                                         |
|  | \| \| Calotesta \| \| \| \| \| \| Hydroidea \| \| \| \| |
|  |                                                         |
|  | Calotesta                                               |
|  |                                                         |
|  | Hydroidea                                               |
|  |                                                         |

|  | Calotesta |
|  |           |
|  | Hydroidea |
|  |           |

Da un punto di vista evolutivo il gruppo Metalasia clade si è separato dalle "gnaphalie" a metà dell'Oligocene circa 30 milioni di anni fa.
I caratteri distintivi del Metalasia clade sono:
- le specie di questo gruppo sono di tipo ericoide;
- i portamenti sono più o meno arbustivi, con pochi e piccoli fiori;
- i capolini sono stretti, spesso con brattee cartacee, bianche o colorate.

In particolare i capolini sono riuniti in sinflorescenze di varia forma e dimensione che spesso forniscono caratteri diagnostici per riconoscere le varie specie del gruppo.

### Composizione del clade
Il clade comprende 8 generi e 68 specie.

| Genere                                  | N. specie                                                   | Distribuzione                                                  | Caratteri più significativi | Numeri cromosomici |
| --------------------------------------- | ----------------------------------------------------------- | -------------------------------------------------------------- | --- | ------------------ |
| Atrichantha Hilliard & B.L.Burtt, 1981  | Una specie: A. gemmifera (Bolus) Hilliard & B.L.Burtt, 1981 | Sudafrica (montagne del "Western Cape")                        | Le foglie sono fittamente pelose, piccole, piatte e molto ravvicinate. - Le sinflorescenze sono composte da 3 - 6 capolini raggruppati in corimbi. - I capolini sono grandi (fino a 14 mm di diametro). - L'involucro si presenta candido e opaco. - I fiori centrali sono colorati di porpora. - I fiori periferici sono assenti.                                   |                    |
| Calotesta P.O.Karis, 1990               | Una specie: C. alba P.O.Karis, 1990                         | Sudafrica (distretto di Ladismith nel Western Cape)            | Le foglie sono lunghe 1/3 rispetto alle brattee dell'involucro. - Le sinflorescenze sono formate da capolini solitari o 2 - 3 raggruppati. - I capolini sono grandi con forme campanulate. - I fiori per capolino sono numerosi e quelli centrali sono colorati di porpora.                                                                                          |                    |
| Dolichothrix Hilliard & B.L.Burtt, 1981 | Una specie: D. ericoides (Lam.) Hilliard & B.L.Burtt, 1981  | Sudafrica (aree montuose della Provincia del Capo Occidentale) | L'habitat è di tipo ericoide. - I capolini contengono 24 – 28 fiori. - Le brattee involucrali hanno delle lamine bianche. - I fiori centrali sono gialli. - Gli acheni hanno dei lunghi peli bianchi. |                    |
| Hydroidea P.O.Karis, 1990               | Una specie: H. elsiae (Hilliard) P.O.Karis, 1990            | Sudafrica (Monti Worcester e Paarl)                            | Il capolino ha circa 50 fiori. - L'involucro ha una consistenza cartacea ed è bianco. - Il pappo è formato da setole capillari scabre (è presente un ciuffo nella parte apicale). |                    |
| Lachnospermum Wiild., 1803              | 5                                                           | Sudafrica                                                      | Il portamento dei rami varia da frondosi a scarsamente frondosi. - Le foglie sono raccolte in fascicoli o solitarie, sono di tipo ericoide ma allargate o cimbiformi e ascendenti. - I capolini hanno delle dimensioni medie con meno di 50 fiori. - Le brattee dell'involucro sono cartilaginee con margini esterni ciliati. - Gli acheni sono distintamente alati. |                    |
| Metalasia R.Br, 1817                    | 57                                                          | Africa meridionale                                             | Le sinflorescenze sono composte da molti capolini raggruppati in densi corimbi. - Le cellule apicali del pappo possono essere fuse o libere con forme clavate. | 2n = 14            |
| Phaenocoma D.Don, 1826                  | Una specie: P. prolifera D.Don, 1826                        | Sudafrica                                                      | I rami sono densamente frondosi (sono brachiblasti). - Le foglie sono piccole e embricate. - I fiori sono colorati di porpora e sono molto numerosi, grandi e appariscenti. | 2n = 16            |
| Planea P.O.Karis, 1990                  | Una specie: P. schlechteri (L.Bolus) P.O.Karis, 1990        | Sudafrica                                                      | I capolini sono solitari o raggruppati in pochi elementi. - Le brattee delol'involucro sono di tipo cartaceo. - Le cellule apicali del pappo sono libere e acute. |                    |

Notaː una posizione incerta ha il genere Bryomorphe Harv. considerato sinonimo di Dolichothrix da alcune checklist, ma incluso nel Stoebe clade da altre ricerche.

### Visione sinottica del Metalasia clade
L’elenco seguente utilizza in parte il sistema delle chiavi analitiche (vengono cioè indicate solamente quelle caratteristiche utili a distingue un taxon dall'altro):
- 1A: i margini delle brattee esterne sono ciliati nella parte bassa; le brattee interne sono suddivise in fusto e lamina;

- 2A: i capolini sono solitari o liberamente raggruppati; sono presenti più di 20 fiori per capolino;

- 3A: i capolini sono larghi e visibili con almeno 800 fiori; i rami sono densamente frondosi; le foglie sono minute, embricare; sono presenti brachiblasti;

Phaenocoma.
- 3B: i capolini sono mediamente larghi con 20 fiori e più; i rami sono sparsamente frondosi; le foglie sono di tipo ericoide e sono raccolte in fasci o sono solitarie; non sono presenti brachiblasti;

Lachnospermum.
- 2B: i capolini sono raggruppati in sinflorescenze; sono presenti meno di 15 fiori per capolino;

- 4A: le cellule apicali del pappo sono fuse o libere e sono clavate;

Metalasia.
- 4B: le cellule apicali del pappo sono libere e acute;

Planea.
- 1B: i margini delle brattee esterne non sono ciliati; le brattee dell'involucro sono tutte uguali;

- 5A: le foglie sono ghiandolose;

Dolichothrix.
- 5B: le foglie non sono ghiandolose;

- 6A: il pappo ha dei ciuffi nella parte alta; le cellule terminali hanno le pareti spesse e sono rigonfie;

Hydroidea.
- 6B: il pappo non ha dei ciuffi; le cellule terminali sono clavate e opache;

- 7A: la lamina delle foglie è lunga 1/3 rispetto alle brattee dell'involucro;

Calotesta.
- 7B: la lamina delle foglie è lunga quasi quanto le brattee dell'involucro;

Atrichantha.